# Nicolaus Maass

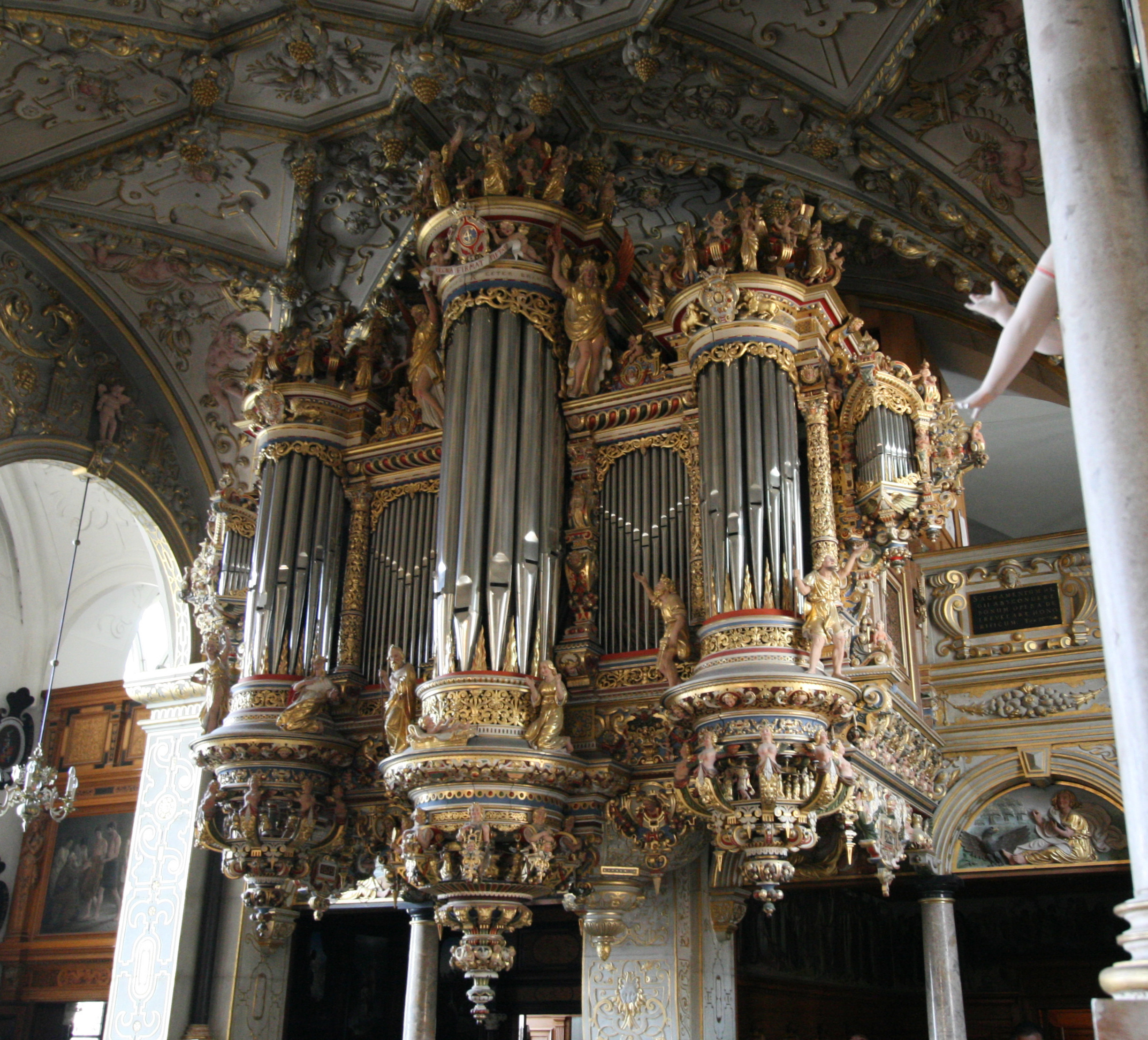
Orgelfasaden från Frederiksborg slottskyrka

Nicolaus Maass, född cirka 1550, död augusti 1615, han var en orgelbyggare som byggde orglar i Stralsund och Danmark. 
Namnet kan tyda på att han härstammade ifrån Nederländerna, men födelseplatsen och föräldrarna är inte kända. Senast 1582 var han en aktiv orgelbyggare i Vorpommern, där han manifesterades sig som en av de ledande orgelbyggarna. Ett arv kan tyda på att han haft en familj i Stralsund.
1592 fick han be i staden, men 1603 valde han att bosätta sig i Köpenhamn. I Köpenhamn fick han titeln "Kungliga majestäts orgelbyggare", och tog över titeln efter Hans Brebus som hovets orgelbyggare. Ett av hans verk kan ses i Nikolai kyrka i Flensburg. En annan var det berömda positivet  silverorgel  från Frederiksborgs slottskyrka, som var rikt dekorerat i Hamburg.
Maass var gift med Anne Pedersdatter. 